# Мцхетос
Мцхетос (груз.  მცხეთოსი) — эпический герой грузинской мифологии, сын Картлоса, эпонимный предок грузин, основатель Мцхеты, столицы грузинского царства Иберия. Согласно «Грузинской летописи», Мцхетос был самым сильным воином среди братьев, которые все подчинялись ему.

## Потомки Мцхетоса
Среди сыновей Мцхетоса наибольшую известность получили три героя:
- Уплос — наследовал отцовскую власть, основал крепость Уплисцихе, лежащую близ города Гори
- Одзрхос — основатель одной из южных областей Грузии — Самцхе
- Джавахос — эпоним Джавахетии

Род Мцхетоса, согласно грузинской хронике правил Картлийским царством вплоть до прихода Александра Македонского.